# Dầu đậu nành
Dầu đậu nành hay dầu đậu tương (tiếng Anh: soybean oil, soyabean oil) là một loại dầu thực vật được chiết xuất từ hạt của cây đậu tương/đậu nành (Glycine max). Đây là một trong những loại dầu ăn phổ dụng nhất thế giới và là loại dầu thực vật phổ biến thứ hai toàn cầu. Trong công nghiệp, dầu đậu nành còn được dùng làm nền cho mực và sơn dầu.

## Thành phần
Dầu đậu nành chỉ chứa một lượng nhỏ acid cacboxylic béo (khoảng 0,3% khối lượng trong dầu thô và 0,03% trong dầu tinh chế). Thay vào đó, nó chứa este. Sau đây, các thuật ngữ "acid béo" và "acid" là đề cập đến este chứ không phải acid cacboxylic.
Trong 100 g dầu đậu nành có 16 g chất béo bão hòa, 23 g chất béo không bão hòa đơn và 58 g chất béo không bão hòa đa. Các acid béo không bão hòa đa chính trong dầu đậu nành là acid α-linolenic (C-18:3), chiếm 7-10%, và acid linoleic (C-18:2), chiếm 51%; cùng với acid béo không bão hòa đơn là acid oleic (C-18:1), chiếm 23%. Dầu đậu nành còn chứa các acid béo bão hòa là acid stearic (C-18:0), 4% và acid palmitic (C-16:0), 10%.
Tỷ lệ cao hàm lượng acid béo không bão hòa đa dễ bị oxy hóa chính là mặt hạn chế của dầu đậu nành cho một số mục đích sử dụng nhất định, chẳng hạn như khi dùng làm dầu ăn. Ba công ty gồm Monsanto, DuPont/Bunge Global và Asoyia vào năm 2004 đã giới thiệu loại dầu đậu nành chứa hàm lượng linolenic thấp, tên thương mại là Roundup Ready. Kỹ thuật hydro hóa dầu ăn cũng có thể được sử dụng để giảm độ không bão hòa trong acid linolenic. Sản phẩm thu được từ quá trình này được gọi là dầu đậu nành hydro hóa. Nếu quá trình hydro hóa chỉ diễn ra một phần thì dầu có thể chứa một lượng nhỏ chất béo trans.
Chất béo trans cũng thường được đưa vào trong quá trình khử mùi dầu thông thường, mà theo một đánh giá vào năm 2005 thì hàm lượng chất béo trans chiếm 0,4 đến 2,1% trong dầu đã khử mùi.

## Sản lượng
Đậu nành/Đậu tương được người Trung Quốc trồng từ cuối đời nhà Thương, khoảng năm 1000 trước Công nguyên. Sách Kinh Thi có một số thi phẩm nhắc đến đậu nành. Ngày nay, Trung Quốc vẫn là nước sản xuất dầu đậu nành nhiều nhất toàn cầu.
| 1                | Trung Quốc | 15.998.400 |
| 2                | Hoa Kỳ     | 11.290.000 |
| 3                | Brasil     | 11.263.345 |
| 4                | Argentina  | 8.081.200  |
| 5                | Ấn Độ      | 1.438.200  |
| 6                | México     | 874.503    |
| 7                | Paraguay   | 704.200    |
| 8                | Nga        | 741.173    |
| 9                | Ai Cập     | 653.400    |
| 10               | Hà Lan     | 635.200    |
| Source : FAOSTAT |            |            |